# Atopocnema manicatifrons
Atopocnema manicatifrons är en tvåvingeart som beskrevs av Günther Enderlein 1922. Atopocnema manicatifrons ingår i släktet Atopocnema och familjen bredmunsflugor.
Artens utbredningsområde är Togo. Inga underarter finns listade i Catalogue of Life.